# Catholicae Ecclesiae
Catholicae Ecclesiae é uma encíclica do Papa Leão XIII, datada de 20 de novembro de 1890.
Em particular, com esta encíclica, o Papa convida os católicos a apoiarem as missões com amplos meios para combater as práticas escravistas e o "abuso no tráfico de escravos" .